# Baby Boss
Série
Baby Boss 2 : Une affaire de famille
(2021)
Pour plus de détails, voir Fiche technique et Distribution.
Baby Boss, ou Le bébé boss au Québec (The Boss Baby), est un film d'animation américain réalisé par Tom McGrath, sorti en 2017. Il est basé sur le livre The Boss Baby, paru en 2010 et écrit et illustré par Marla Frazee.
Le film suit un garçon de sept ans, nommé Tim, qui voit arriver son nouveau petit frère (Baby Boss), lequel menace son équilibre familial. Quand il va en mission pour reconquérir l'affection de ses parents, il découvre un complot secret auquel son petit frère est mêlé et qui menace de déstabiliser l'équilibre de l'amour dans le monde. Les deux frères doivent s'unir pour sauver leurs parents, rétablir l'ordre dans le monde et ainsi prouver que l'amour est une force infinie.

## Synopsis
En 1977, Tim Templeton, un enfant imaginatif de 7 ans a l'attention de ses parents lorsqu’ils jouent avec lui, mais tout change quand son nouveau petit frère, Baby Boss, arrive et vole l’attention de ses parents. Cependant, Tim remarque que le bébé porte un costume et une cravate : il agit comme un bébé normal en présence d'adultes, a le comportement et la voix d'un adulte lorsqu'ils sont absents. Un jour, Baby Boss tient une réunion du personnel avec d'autres nourrissons, sous le couvert d'une bébé-party du quartier. Tim tente de les enregistrer sur une cassette avant que Baby Boss et ses copains ne le repèrent et ne le poursuivent, détruisant la cassette. En raison du chaos qui en résulte, Tim est puni dans sa chambre jusqu'à ce qu'il apprenne à s'entendre avec le bébé.
Plus tard, Baby Boss révèle la vérité sur la raison pour laquelle il est dans sa famille et d'où il vient. Lui et Tim sucent une sucette spéciale qui leur permet de voir Baby Corp, là où viennent les bébés. La plupart des bébés vont dans des familles, mais ceux qui ne répondent pas aux chatouillements sont envoyés à la direction, où ils boivent un biberon spécial pour bébé qui leur permet de penser et de se comporter comme des adultes tout en restant jeunes pour toujours. Baby Boss explique qu'il est en mission spéciale pour enquêter sur le déclin de l'amour pour les bébés dû aux chiots, et qu'il est venu chez les Templetons parce que les parents de Tim travaillent pour Toutou Co. Une fois sa mission terminée, il partira. Cependant, les garçons entendent la patronne de Baby Boss menacer de le licencier s'il échoue, ce qui signifierait que Baby Boss n’aura plus son biberon et devra rester et grandir avec la famille Templeton. Tim et Baby Boss font équipe pour éviter cela. La deux frères essayent de s’entendre devant les parents pour qu’ils retirent la punition de Tim.
Le jour dit Emmenez votre enfant au travail, les parents emmènent Tim et Baby avec eux à Toutou Co. Pendant l'enquête, ils sont pris par Francis Francis, qui était autrefois le PDG de Baby Corp et le modèle pour Baby Boss, mais qui a été renvoyé en raison du vieillissement dû à son intolérance au lactose. Il prend la formule de Baby Boss pour créer un "Chiot éternel" incapable de vieillir, qui prendra tout l'amour des bébés et lui donnera sa vengeance sur Baby Corp.
Francis emmène les parents de Tim à une conférence de Las Vegas et laisse son frère Eugene se faire passer pour une nounou pour surveiller les enfants. Les garçons attaquent Eugene avec de faux vomissements et lui échappent avec l'aide des tout-petits du quartier. Ils atteignent Las Vegas, où ils trouvent Francis prêt à lancer une fusée des chiots éternels dans le monde. Les parents de Tim sont piégés sous la fusée qui est prêt à décoller. Tim et Baby Boss se battent contre Francis sur une passerelle, le faisant tomber dans une cuve de lait spécial qui le transforme en bébé, et Eugene le ramène à la maison. Tim et Baby sauvent les parents de Tim et éjectent les chiots éternels de la fusée avant son lancement.
Baby Boss retourne chez Baby Corp et devient PDG. Les travailleurs de BabyCorp effacent les preuves de Baby Boss et les souvenirs qu'ont les parents de lui. L'un de ces travailleurs demande à Tim s'il aimerait oublier le bébé, mais il refuse. Tim et Baby  Boss se rendent vite compte qu'ils se manquent profondément, et Tim l'invite à revenir, disant qu'il peut avoir l'amour de ses parents. Baby Boss revient comme un bébé ordinaire nommé Theodore "Ted" Templeton, réalisant que l'amour est quelque chose qui grandit, au lieu d'être divisé.
Des années plus tard, de nos jours, Tim et Ted adultes racontent l'histoire à la fille aînée de Tim, qui craint l'arrivée de sa petite sœur nouveau-née. Après le départ des adultes, le bébé révèle qu'elle est aussi une patronne, surprenant la fille aînée.

## Fiche technique
Sauf indication contraire, les informations mentionnées dans cette section peuvent être confirmées par la base de données cinématographiques IMDb,  présente dans la section « Liens externes ».
- Titre original : The Boss Baby
- Titre français : Baby Boss
- Titre québécois : Le bébé boss[1]
- Réalisation : Tom McGrath
- Scénario : Michael McCullers, d'après le livre The Boss Baby de Marla Frazee
- Montage : James Ryan
- Musique : Steve Mazzaro et Hans Zimmer
- Production : Ramsey Ann Naito
  - Production associée : Rebecca Huntley et Jed Schlanger
- Société de production : DreamWorks Animation
- Société de distribution : 20th Century Fox
- Budget : 125 000 000 $[2]
- Pays d'origine :  États-Unis
- Langue originale : anglais
- Format : couleur - 2,35:1 - 35 mm - son Dolby Digital / DTS / SDDS / Dolby Atmos / Auro 11.1 (en)
- Genre : animation, comédie
- Durée : 97 minutes
- Dates de sortie :
  - États-Unis : 12 mars 2017 (festival international du film de Miami)[3], 31 mars 2017 (sortie nationale)
  - France : 29 mars 2017[4]

## Distribution

### Voix originales
- Alec Baldwin : Baby Boss / Theodore Lindsay « Ted » Templeton
- Miles Christopher Bakshi : Timothy Leslie « Tim » Templeton
- Tobey Maguire : Tim Templeton (adulte), le narrateur
- Steve Buscemi : Francis E. Francis
- Jimmy Kimmel : Ted Templeton, le père
- Lisa Kudrow : Janice Templeton, la mère
- Conrad Vernon : Eugène Francis
- James McGrath : Wizzie, le réveil de Tim
  - un imitateur d'Elvis
- David Soren : Jimbo
- Eric Bell Jr. : les triplés
- ViviAnn Yee : Staci
- Nina Zoe Bakshi : Tabitha Templeton, la fille de Tim
- Tom McGrath : Julia Child
- Walt Dohrn : le photographe
- James Ryan : Teddy
- Edie Mirman : Big Boss Baby, la patronne de Baby Boss
- Joseph Izzo : un imitateur d'Elvis
- Chris Miller : le capitaine Ross
- Chloe Albrecht : "l'effaceur" de souvenirs

### Voix françaises
- Stefan Godin : Baby Boss / Théodore Lindsay « Ted » Templeton
- Timothé Vom Dorp : Timothée Leslie « Tim » Templeton
- Damien Witecka : Tim Templeton (adulte), le narrateur
- Laurent Maurel : Ted Templeton, le père
- Sybille Tureau : Janice Templeton, la mère
- Franck Gourlat : Eugène / Eugènie
- Simon Faliu : les triplés
- Jean-Pierre Leroux : Wizzie
- Roxane Bellein : Staci
- Vincent Ropion : Francis E. Francis
- Christophe Lemoine : Jimbo / les Elvis
- Vincent Cerutti : commandant de bord
- Irina Ninova : Big Baby Boss
- Dan Herzberg : Teddy / annonceur Aéroport
- Carole Bianic : hôtesse de l'air
- Stéphane Comby : photographe / sécurité aéroport / robot
- Pénélope Siclay-Couvreur : fille de Tim / bébé Hazmat
- Frédérique Tirmont : Julia Child
- Oscar Pauwels : ambiance Bébés

 Source et légende : version française (VF) sur Allociné

### Voix québécoises
- Louis-Philippe Dandenault : Bébé Boss / Théodore Lindsay « Ted » Templeton
- Adam Moussamih : Timothé Leslie « Tim » Templeton
- Benoit Éthier : Tim Templeton (adulte), le narrateur
- Tristan Harvey : Ted Templeton, le père
- Nathalie Coupal : Janice Templeton, la mère
- Benoît Brière : Francis E. Francis
- Patrick Chouinard : Eugène
- Denis Mercier: Wizzie
- Pierre-Étienne Rouillard : Les Elvis
- Élia St-Pierre : Staci
- Paul Malo : les triplés
- Thiéry Dubé : Jimbo
- Élise Bertrand : Bébé boss bouffie

 Source et légende : version québécoise (VQ) sur Doublage.qc.ca

## Production

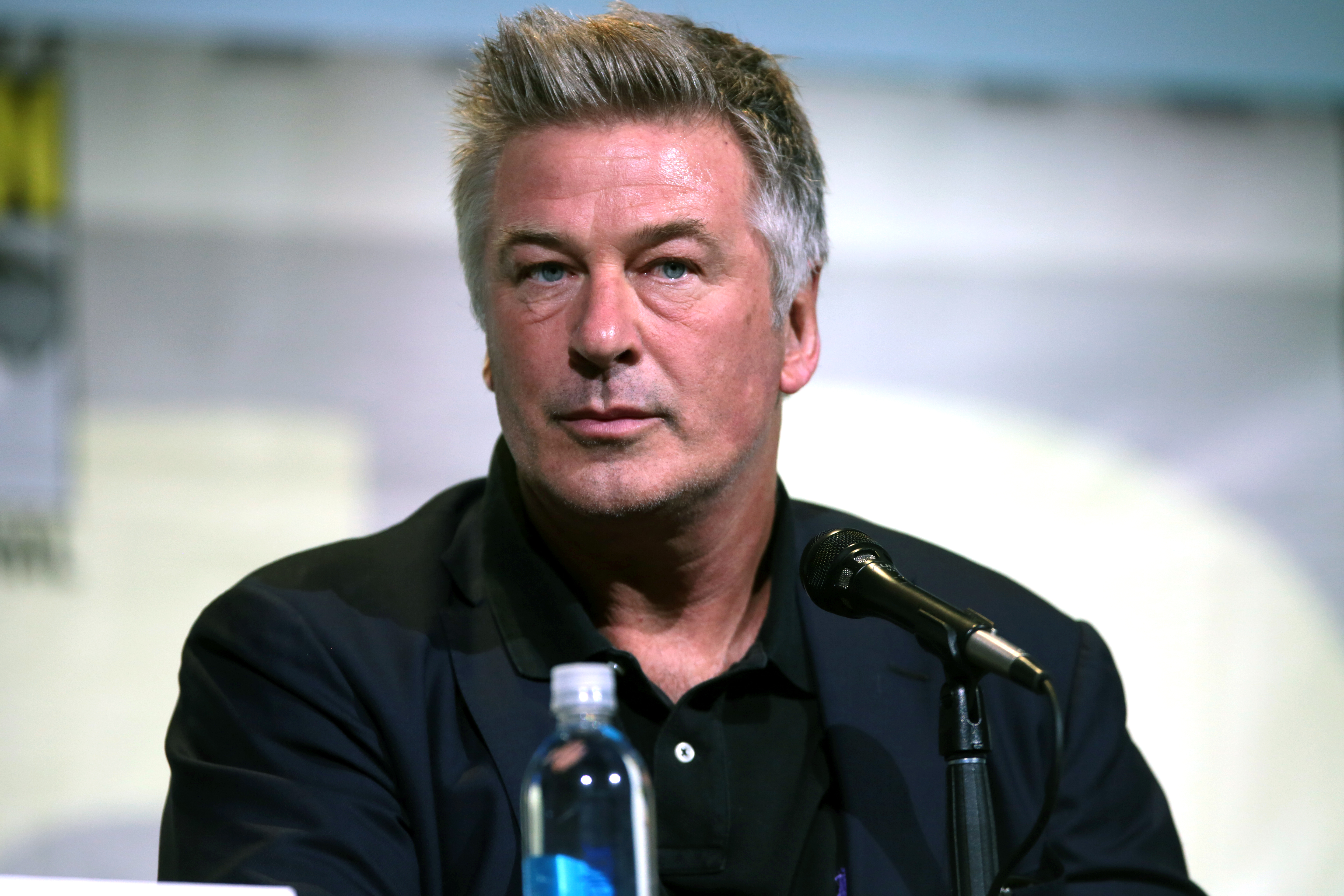
Alec Baldwin parle en 2016 à San Diego Comic Con International de "The Boss Baby",

Le 12 juin 2014, DreamWorks Animation annonce un film, nommé The Boss Baby et réalisé par Tom McGrath, qui sortira le 18 mars 2016. Le 30 septembre 2014, Alec Baldwin est annoncé dans le rôle de Baby Boss.

## Accueil
Le film avait une note de 53 % sur Rotten Tomatoes, basée sur 139 critiques, avec une note moyenne de 5,5 / 10.
En France, sur le site Allociné, le film a reçu des critiques positives avec des notes de 3,4 / 5 pour la presse et 3,7 / 5 pour les spectateurs.

### Box-office
Pour son premier jour d'exploitation aux États-Unis et au Canada, Baby Boss se place à la première place et rapporte 15,6 millions dans 3 773 cinémas, devant La Belle et la Bête, sorti deux semaines plus tôt, avec 12,8 millions. Le film reste à la première place avec 50,1 millions lors du premier week-end d'exploitation, toujours devant La Belle et la Bête qui effectue 45 millions. Finalement, le film a rapporté 527 965 936 $ au box-office mondial, dont 175 003 033 $ en Amérique du Nord et 352 962 903 $ à l'international.
En France, pour son premier jour d'exploitation, le film se positionne à la première place du classement avec 229 773 entrées dans 602 salles, devant Ghost in the Shell et ses 77 620 entrées. Dès sa première semaine, il reste à la première place avec 1 059 393 entrées, devant La Belle et la Bête qui effectue 702 835 entrées. Au total, le film a cumulé 3 956 359 entrées.

## Autour du film
Baby Boss fait référence à plusieurs jouets de Fisher-Price, dont un téléphone à tirer et une pyramide arc-en-ciel, et au jeu de société Attrap'Souris.

## Éditions en vidéo
Baby Boss est sorti d'abord en numérique le 4 juillet 2017 puis le 25 juillet en DVD,
Blu-ray, Blu-ray 3D et Blu-ray Ultra HD aux États-Unis et le 29 juillet 2017 en France. Les éditions contiennent un nouveau court métrage intitulé Les Aventures extraordinaires de Baby Boss et Tim (The Boss Baby and Tim's Treasure Hunt Through Time).

## Nominations
- Golden Globes 2018 : meilleur film d'animation pour Tom McGrath[18]
- Producers Guild of America Awards 2018 : meilleur producteur d'un film d'animation pour Ramsey Ann Naito[19]
- Annie Awards 2018[20] :
  - Meilleur film d'animation
  - Meilleure animation de personnages dans un film d'animation pour Bryce McGovern et Rani Naamani
  - Meilleur character design dans un film d'animation pour Joe Moshier
  - Meilleure réalisation dans un film d'animation pour Tom McGrath
  - Meilleur storyboard dans un film d'animation pour Glenn Harmon
- Satellite Awards 2018 : meilleur film d'animation ou multimédia[21]
- Visual Effects Society 2018[22] :
  - Meilleure animation d'un personnage dans un film d'animation pour Alec Baldwin, Carlos Puertolas, Rani Naamani et Joe Moshier pour Baby Boss
  - Meilleure simulation d'effets spéciaux dans un film d'animation pour Mitul Patel, Gaurav Mathus et Venkatesh Kongathi
- Oscars 2018 : meilleur film d'animation pour Tom McGrath et Ramsey Ann Naito[23]

## Franchise

### Série d'animation
Une série d'animation basée sur le film, nommée Baby Boss : Les affaires reprennent (The Boss Baby: Back in Business), est diffusée depuis le 6 avril 2018 sur Netflix.

### Suite
Le 25 mai 2017, DreamWorks Animation annonce une suite, Baby Boss 2 : Une affaire de famille, avec Alec Baldwin qui reprend son rôle, sorti le 2 juillet 2021.